# خالد سينوح
خالد سينوح (بالهولندية: Khalid Sinouh)‏ (2 مايو 1975 بأمستردام في هولندا - ) هو لاعب كرة قدم هولندي في مركز حراسة المرمى. شارك مع منتخب المغرب لكرة القدم. أما مع النوادي، فقد لعب مع آر كي سي فالفيك وإن إي سي نيميخن وإي زد ألكمار وسبارتا روتردام ونادي آيندهوفن ونادي أوترخت ونادي أومونيا ونادي قاسم باشا ونادي هارلم ونادي هامبورغ ونادي هيرنفين.

## مسيرته الكروية
لعب خالد سينوح خلال مسيرته الاحترافية مع 11 ناديًا في عشرون موسمًا ولم يسجل خلالها أي هدف ضمن 215 مباراة. حيث فاز في موسم واحد بالكأس ولم يفز بأي دوري.
خاض خالد سينوح مسيرته مع نادي هارلم في موسم 1994–95 واستمر معه طيلة ثلاثة مواسم، مشاركًا في 26 مباراة ولم يسجل أي هدف. ثم انتقل إلى نادي هيرنفين في موسم 1997–98 ولمدة موسمين، حيث شارك في مباراة ولم يسجل أي هدف أيضًا. لينتقل بعدها إلى نادي آر كي سي فالفيك في موسم 1999–00 ليلعب معه ستة مواسم، مشاركًا في 93 مباراة ولم يسجل أي هدف أيضًا. ثم انتقل إلى نادي أومونيا في موسم 2005–06 لمدة موسم واحد، مشاركًا في 11 مباراة ولم يسجل أي هدف أيضًا. هذا وانتقل لاحقًا إلى نادي إي زد ألكمار في موسم 2006–07 لمدة موسم واحد، مشاركًا في 11 مباراة ولم يسجل أي هدف أيضًا. ثم انتقل بعدها إلى نادي قاسم باشا في موسم 2007–08 لمدة موسم واحد، مشاركًا في 23 مباراة ولم يسجل أي هدف أيضًا. ليعود وينتقل من جديد، لكن هذه المرة إلى نادي هامبورغ 2 ‏ في موسم 2008–09 لمدة موسم واحد، مشاركًا في 3 مباريات ولم يسجل أي هدف أيضًا. لينتقل بعدها إلى نادي أوترخت في موسم 2009–10 ولمدة موسمين، مشاركًا في مباراتين ولم يسجل أي هدف أيضًا. ثم لعب في نادي آيندهوفن في موسم 2011–12 لمدة موسم واحد، مشاركًا في مباراة ولم يسجل أي هدف أيضًا. ليعود ويرتحل عنه إلى نادي إن إي سي نيميخن في موسم 2012–13 لمدة موسم واحد، مشاركًا في 6 مباريات ولم يسجل أي هدف أيضًا. ثم انتقل إلى نادي سبارتا روتردام في موسم 2013–14 لمدة موسم واحد، مشاركًا في 38 مباراة ولم يسجل أي هدف أيضًا.

## وصلات خارجية
- خالد سينوح على موقع قاعدة بيانات كرة القدم.إي يو (الإنجليزية)
- خالد سينوح على موقع ناشيونال فوتبول تيمز (الإنجليزية)
- خالد سينوح على موقع Soccerway.com (الإنجليزية)
- خالد سينوح على موقع عالم كرة القدم.نت (الإنجليزية)